# Maurice Block
Pour les articles homonymes, voir Block.
Maurice Block, né à Berlin le 18 juillet 1816 et mort à Paris le 8 janvier 1901, est un statisticien et économiste d’origine prussienne, naturalisé français en 1848.

## Biographie
Issu d’une famille juive, il vient à Paris avec ses parents en 1818, puis retourne en Allemagne pour poursuivre ses études dans les universités de Bonn, Heidelberg et Tübingen, où il obtient un doctorat. Revenu en France, il fait d’abord carrière dans l’administration, où il entre avant même d’être naturalisé : rédacteur-traducteur, attaché au bureau de statistique générale du ministère de l'Agriculture, du Commerce et des Travaux publics (1844-1853), puis sous-chef du service de la statistique générale de France jusqu'en 1861. Il collabore à la Revue des deux Mondes, au Journal des économistes, à l'Économiste français, au Temps, au Journal des Débats, ainsi qu’à de nombreux journaux étrangers.
Il est élu membre de l’Académie des sciences morales et politiques le 24 avril 1880. Il est membre du Comité de commerce (président jusqu’à sa mort) et du Conseil de la Société d'Encouragement à l'Industrie nationale. Outre un grand nombre d’ouvrages, il a écrit de nombreux mémoires publiés à part dans le Bulletin de la Société nationale et centrale d’Agriculture. Il est aussi l’éditeur de la série de volumes de l’Annuaire de l'Économie politique et de la Statistique (1856-1879 ; avec Guillemain jusqu’en 1865) ainsi que de la série de volumes de l’Annuaire de l’Administration française ; directeur du Dictionnaire de l’administration française (1855, 1894) et du Dictionnaire général de la politique, 2 vol. (1862-1864). Il a également contribué à diffuser en France la méthode d’enseignement simultanée de l’écriture et de la lecture dite analytique synthétique sous le pseudonyme de Schüller.

## Publications
- Lettre à mon ami Jacques, 1849
- Des charges de l'agriculture dans divers pays de l'Europe, 1850
- L'Espagne en 1850. Tableau de ses progrès les plus récents, 1851
- Du commerce des grains, 1854
- Statistique de la France, comparée avec les différents États de l'Europe, 2 vol., 1860 ; 1874
- Puissance comparée des États de l'Europe, 1862
- Les Finances de la France depuis 1815, 1863
- Dictionnaire général de la politique, 1864, [tome 1], [tome 2].
- Dictionnaire de l'administration française, [De abandon à falsification], [De faux à zone], [Supplément général].
- L'Europe politique et sociale, 1869
- Les théoriciens du socialisme en Allemagne, 1872
- Petit manuel d'économie pratique, 1873
- Les communes et la liberté, 1876
- Traité théorique et pratique de statistique, 1878 ; 1886
- Entretiens familiers sur l’administration de notre pays, 10 vol., 1880-1882.
- Premiers principes de législation pratique appliquée au commerce, à l’industrie et à l’agriculture, 1883
- Les progrès de la science économique depuis Adam Smith, 2 vol., 1890
- Les suites d'une grève, 1891
- Le socialisme moderne, 1890
- Aphorismes politiques et moraux, 1891
- Petit dictionnaire politique et social, 1896

## Citations
- « On a voulu établir les rapports qui existent entre l'économie politique et la morale, en recherchant parmi les propositions économiques celles qui ressemblent à certaines propositions de morale... Il nous semble qu'on suit ainsi une fausse voie. Les sciences ne sont ni morales ni immorales ; elles constatent des lois. A-t-on jamais examiné si les mathématiques ou la chimie ont des rapports avec la morale ou la religion ? » (Dictionnaire politique, art. Sciences sociales)